# Seznam dílů seriálu 12 opic
Toto je seznam dílů seriálu 12 opic. Americký sci-fi mysteriózní dramatický televizní seriál 12 opic vychází ze stejnojmenného filmu režiséra Terryho Gilliama z roku 1995. Seriál vysílala od ledna 2015 do července 2018 americká televizní stanice Syfy. První dvě řady byly 13dílné, třetí řada měla už jen 10 dílů. V březnu 2017 televize ohlásila rovněž čtvrtou, poslední řadu, která měla premiéru v roce 2018.

## Přehled řad
| Řada | Díly | Premiéra v USA  | Premiéra v USA    | Premiéra v ČR      | Premiéra v ČR     |
| Řada | Díly | První díl       | Poslední díl      | První díl          | Poslední díl      |
| ---- | ---- | --------------- | ----------------- | ------------------ | ----------------- |
| 1    | 13   | 16. ledna 2015  | 10. dubna 2015    | 5. února 2016      | 29. dubna 2016    |
| 2    | 13   | 18. dubna 2016  | 18. července 2016 | 14. listopadu 2016 | 26. prosince 2016 |
| 3    | 10   | 19. května 2017 | 21. května 2017   | 21. listopadu 2018 | 1. prosince 2018  |
| 4    | 11   | 15. června 2018 | 6. července 2018  | 5. prosince 2018   | 19. prosince 2018 |

## Seznam dílů

### První řada (2015)
| Č. v seriálu | Č. v řadě | Původní název      | Český název        | Režie           | Scénář                                                             | Premiéra v USA  | Premiéra v ČR   |
| ------------ | --------- | ------------------ | ------------------ | --------------- | ------------------------------------------------------------------ | --------------- | --------------- |
| 1            | 1         | Splinter           | Rozštěpení         | Jeffrey Reiner  | Terry Matalas a Travis Fickett                                     | 16. ledna 2015  | 5. února 2016   |
| 2            | 2         | Mentally Divergent | Psychicky odlišný  | David Grossman  | Natalie Chaidez                                                    | 23. ledna 2015  | 12. února 2016  |
| 3            | 3         | Cassandra Complex  | Cassandřin komplex | Michael Waxman  | Rebecca Kirsch                                                     | 30. ledna 2015  | 19. února 2016  |
| 4            | 4         | Atari              | Boj o pevnost      | David Grossman  | Terry Matalas a Travis Fickett                                     | 6. února 2015   | 26. února 2016  |
| 5            | 5         | The Night Room     | Noční pokoj        | David Boyd      | Richard E. Robbins                                                 | 13. února 2015  | 4. března 2016  |
| 6            | 6         | The Red Forest     | Rudý les           | Alex Zakrzewski | Christopher Monfette                                               | 20. února 2015  | 11. března 2016 |
| 7            | 7         | The Keys           | Čečensko           | John Badham     | Sean Tretta                                                        | 27. února 2015  | 18. března 2016 |
| 8            | 8         | Yesterday          | Včera              | Michael Waxman  | námět: Oliver Grigsby a Natalie Chaidez scénář: Oliver Grigsby     | 6. března 2015  | 25. března 2016 |
| 9            | 9         | Tomorrow           | Zítra              | TJ Scott        | Rebecca Kirsch                                                     | 13. března 2015 | 1. dubna 2016   |
| 10           | 10        | Divine Move        | Zásah shůry        | Magnus Martens  | námět: Terry Matalas a Travis Fickett scénář: Christopher Monfette | 20. března 2015 | 8. dubna 2016   |
| 11           | 11        | Shonin             | Svědek             | Mark Tonderai   | Sean Tretta                                                        | 27. března 2015 | 15. dubna 2016  |
| 12           | 12        | Paradox            | Paradox            | Dennie Gordon   | námět: Terry Matalas scénář: Richard E. Robbins                    | 3. dubna 2015   | 22. dubna 2016  |
| 13           | 13        | Arms of Mine       | Moje náruč         | David Grossman  | Terry Matalas a Travis Fickett                                     | 10. dubna 2015  | 29. dubna 2016  |

### Druhá řada (2016)
| Č. v seriálu | Č. v řadě | Původní název      | Český název             | Režie             | Scénář                                                                 | Premiéra v USA    | Premiéra v ČR      |
| ------------ | --------- | ------------------ | ----------------------- | ----------------- | ---------------------------------------------------------------------- | ----------------- | ------------------ |
| 14           | 1         | Year of the Monkey | Rok opice               | David Grossman    | Terry Matalas a Travis Fickett                                         | 18. dubna 2016    | 14. listopadu 2016 |
| 15           | 2         | Primary            | Poslání                 | Magnus Martens    | Sean Tretta                                                            | 25. dubna 2016    | 20. listopadu 2016 |
| 16           | 3         | One Hundred Years  | Sto let                 | David Grossman    | Michael Sussman                                                        | 2. května 2016    | 21. listopadu 2016 |
| 17           | 4         | Emergence          | Prozření                | David Grossman    | Richard E. Robbins                                                     | 9. května 2016    | 27. listopadu 2016 |
| 18           | 5         | Bodies of Water    | Rodinné sídlo           | Mairzee Almas     | Kristen Reidel                                                         | 16. května 2016   | 28. listopadu 2016 |
| 19           | 6         | Immortal           | Nesmrtelný              | David Greene      | Ian Sobel a Matt Morgan                                                | 23. května 2016   | 4. prosince 2016   |
| 20           | 7         | Meltdown           | Vetřelec                | Grant Harvey      | Richard E. Robbins                                                     | 30. května 2016   | 5. prosince 2016   |
| 21           | 8         | Lullaby            | Ukolébavka              | Steven A. Adelson | Sean Tretta                                                            | 6. června 2016    | 11. prosince 2016  |
| 22           | 9         | Hyena              | Hyena                   | Bill Eagles       | námět: Christopher Monfette scénář: Christopher Monfette a Sean Tretta | 13. června 2016   | 12. prosince 2016  |
| 23           | 10        | Fatherland         | Otec                    | Guy Norman Bee    | Oliver Grigsby                                                         | 20. června 2016   | 18. prosince 2016  |
| 24           | 11        | Resurrection       | Vkříšení                | Kevin Tancharoen  | Richard E. Robbins                                                     | 27. června 2016   | 19. prosince 2016  |
| 25           | 12        | Blood Washed Away  | Prolitá krev            | David Grossman    | Sean Tretta                                                            | 11. července 2016 | 25. prosince 2016  |
| 26           | 13        | Memory of Tomorrow | Vzpomínky na budoucnost | David Grossman    | Terry Matalas                                                          | 18. července 2016 | 26. prosince 2016  |

### Třetí řada (2017)
| Č. v seriálu | Č. v řadě | Původní název | Český název | Režie             | Scénář                                                          | Premiéra v USA  | Premiéra v ČR      |
| ------------ | --------- | ------------- | ----------- | ----------------- | --------------------------------------------------------------- | --------------- | ------------------ |
| 27           | 1         | Mother        | Matka       | Terry Matalas     | Terry Matalas                                                   | 19. května 2017 | 21. listopadu 2018 |
| 28           | 2         | Guardians     | Strážci     | David Grossman    | Sean Tretta                                                     | 19. května 2017 | 22. listopadu 2018 |
| 29           | 3         | Enemy         | Nepřítel    | David Grossman    | Christopher Monfette                                            | 19. května 2017 | 23. listopadu 2018 |
| 30           | 4         | Brothers      | Bratři      | Joe Menendez      | námět: Travis Fickett scénář: Travis Fickett a Kristen Reidel   | 19. května 2017 | 24. listopadu 2018 |
| 31           | 5         | Causality     | Kauzalita   | David Greene      | Kristen Reidel                                                  | 20. května 2017 | 27. listopadu 2018 |
| 32           | 6         | Nature        | Povaha      | Kat Candler       | Ian Sobel and Matt Morgan                                       | 20. května 2017 | 28. listopadu 2018 |
| 33           | 7         | Nurture       | Výchova     | Steven A. Adelson | námět: Adam Sussman scénář: Adam Sussman a Christopher Monfette | 20. května 2017 | 29. listopadu 2018 |
| 34           | 8         | Masks         | Masky       | David Grossman    | námět: Tony Elliott scénář: Tony Elliott a Sean Tretta          | 21. května 2017 | 30. listopadu 2018 |
| 35           | 9         | Thief         | Zlodějka    | David Grossman    | Sean Tretta                                                     | 21. května 2017 | 1. prosince 2018   |
| 36           | 10        | Witness       | Svědek      | Grant Harvey      | Terry Matalas                                                   | 21. května 2017 | 4. prosince 2018   |

### Čtvrtá řada (2018)
| Č. v seriálu | Č. v řadě | Původní název          | Český název       | Režie             | Scénář                                        | Premiéra v USA   | Premiéra v ČR     |
| ------------ | --------- | ---------------------- | ----------------- | ----------------- | --------------------------------------------- | ---------------- | ----------------- |
| 37           | 1         | The End                | Konec             | David Grossman    | Sean Tretta                                   | 15. června 2018  | 5. prosince 2018  |
| 38           | 2         | Ouroboros              | Uroboros          | Terry Matalas     | Terry Matalas                                 | 15. června 2018  | 6. prosince 2018  |
| 39           | 3         | 45 RPM                 | Zaseknutá deska   | Christopher Byrne | Sean Tretta                                   | 15. června 2018  | 7. prosince 2018  |
| 40           | 4         | Legacy                 | Odkaz             | Joe Menendez      | Christopher Monfette                          | 22. června 2018  | 8. prosince 2018  |
| 41           | 5         | After                  | Poté              | Sheree Folkson    | Oliver Grigsby                                | 22. června 2018  | 11. prosince 2018 |
| 42           | 6         | Die Glocke             | Zvon              | David Grossman    | Sarah C. Mueller, Terry Matalas a Sean Tretta | 22. června 2018  | 12. prosince 2018 |
| 43           | 7         | Daughters              | Dcery             | Mairzee Almas     | Christopher Monfette                          | 29. června 2018  | 13. prosince 2018 |
| 44           | 8         | Demons                 | Démoni            | David Grossman    | Sean Tretta                                   | 29. června 2018  | 14. prosince 2018 |
| 45           | 9         | One Minute More        | Ještě minutu      | David Grossman    | Kristen Reidel                                | 29. června 2018  | 15. prosince 2018 |
| 46           | 10        | The Beginning (Part 1) | Začátek (1. část) | Terry Matalas     | Terry Matalas                                 | 6. července 2018 | 18. prosince 2018 |
| 47           | 11        | The Beginning (Part 2) | Začátek (2. část) | Terry Matalas     | Terry Matalas                                 | 6. července 2018 | 19. prosince 2018 |